# Saint-Priest-sous-Aixe
Saint-Priest-sous-Aixe – miejscowość i gmina we Francji, w regionie Nowa Akwitania, w departamencie Haute-Vienne.
Według danych na rok 1990 gminę zamieszkiwały 1392 osoby, a gęstość zaludnienia wynosiła 60 osób/km² (wśród 747 gmin Limousin Saint-Priest-sous-Aixe plasuje się na 79. miejscu pod względem liczby ludności, natomiast pod względem powierzchni na miejscu 279.).

## Populacja

Populacja Saint-Priest-sous-Aixe w latach 1962–2008